# Tegenaria achaea
Tegenaria achaea är en spindelart som beskrevs av Brignoli 1977. Tegenaria achaea ingår i släktet husspindlar, och familjen trattspindlar.
Artens utbredningsområde är Grekland. Inga underarter finns listade i Catalogue of Life.